# 高福壽
高 福壽（コ・ボクス、고복수、1911年12月29日 - 1972年2月10日）は、日本統治時代から活動した大韓民国の歌手、映画企画家、映画プロデューサー。姓は「髙」と表記されることもある。

## 生涯
慶尚南道蔚山郡（後の蔚山広域市）出身で、幼い頃、実家は麺工場を営んでいた。あるいは、雑貨を扱う零細商人であったともいう。幼年時代にも蓄音機から離れず、ひたすら歌を歌いながら、夢のような子ども時代を過ごした。
22歳の青年であった1933年、コロムビア・レコードが主催した全国歌謡コンクールの釜山予選に入賞し、京城府で開かれた本選に進出して3位となったのが、歌手としてデビューするきっかけとなった。コンクール入賞者でレコーディングの機会が与えられたのは、1位と2位だけであったが、オーケーレコードの経営者であった李哲が声をかけ、1934年にオーケーレコードから、「타향（他郷）」と「이원애곡（梨園哀曲）」を発表することとなった。後に「타향살이（他郷暮らし）」という曲名で知られるようになった「他郷」は、日本統治時代の朝鮮における最高の大衆歌謡の一つに挙げられるほど大流行した。韓国歌謡曲の「懐メロ」の起点とも評されている。また、これら2曲は、いずれも異郷に身を置く哀しみを歌うものであった。
以後1936年末に発表した「아 으악새 슬피우는 가을인가요」という歌詞の「짝사랑」などが再びヒットし、李銀波（イ・ウンパ、이은파）とのデュエット曲である新民謡「풍년송（豊年頌）」などで持続的な人気を享受した。オーケーレコードと専属公演団の朝鮮楽劇団で活動し、1940年からビクターレコードの半島楽劇座に移動した。ここで、「알뜰한 당신」の人気歌手、黃琴心と出会い、1941年に結婚した。
高福壽は、蔡奎燁、姜弘植とともに、日本統治時代初期の歌手に分類され、その中で最も長い間人気を享受した。ため息をつくような雰囲気の歌唱は、「他郷」、「사막의 한（砂漠の恨）」、「짝사랑」など、恨みを嘆く恨嘆調の歌詞からなる彼の人気曲によく似合った。作詞家の金陵人（김능인）、作曲家の孫牧人（孫得烈）と組んで、「他郷」や「砂漠の恨」などのヒットを出したことから、この組み合わせは「손금고 (孫金高) 트리오（孫金高トリオ）」と称された。
しかし、1930年代後半に南仁樹と百年雪が登場して以降、彼らの人気が高まると、高福壽は1940年代からは舞台公演中心へと活動を転換した。
長らく人気歌手ではあったが、人生に曲折が多く、不運の歌手としても記憶されている。朝鮮戦争の際には、朝鮮人民軍に逮捕されて脱出するという経験をし、1957年の引退公演以降は、手を出した事業に失敗し続け、困難な生活をした。妻の黃琴心が映画主題歌を歌って生計を延命させていた。その間、高福壽は、書籍外販員として働かなければならなかった。
その後、闘病し、脳神経高血圧と食道炎で1972年に死去した。享年62歳。
黃琴心との間に得た子どもたちの中では、長男がトロット歌手高英準（コ・ヨンジュン）、次男がカトリック福音歌手コ・ヨンミン（고영민）、三男が作曲家ゴ・ビョンジュンであり、次男の嫁は大学歌謡祭出身の歌手ソン・ヒョンヒ（손현희）である。童話芸術学院（동화예술학원）を経営した際に輩出した弟子には、李美子やアン・ジョンエ（안정애）がいる。
ソウル・トンファ芸術学院（서울 동화예술학원）院長なども務めた。
後年には、高福壽を顕彰する動きが様々な形で起こり、1987年からは、故郷の蔚山で、高福壽歌謡祭（고복수가요제)が開催されるようになった。1991年には、蔚山広域市中区に「他郷暮らし」の歌碑が設置され、その後、ソウル特別市蘆原区には、高福壽と黃琴心の夫妻の歌唱碑が建てられた。

## 学歴
慶尚南道蔚山 イルシン普通学校（일신보통학교）修了
慶尚南道蔚山ネソン普通学校（내선보통학교）卒業
慶尚南道釜山第2公立商業学校（부산제2공립상업학교）卒業

## 家族
- 配偶者：黃琴心（1921年12月10日 - 2001年7月30日）
  - 長男：高英準（1958年 - ）
  - 次男：コ・ヨンミン（195？ - ）
    - 嫁：ソン・ヒョンヒ（1962年 - ）

  - 三男：コ・ビョンジュン（1962年 - 2005年1月1日）

## 参考資料
- 강옥희,이영미,이순진,이승희 (2006-12-15). 식민지시대 대중예술인 사전. 서울: 소도. pp. 22-23